# Lurdes Foresti de Almeida Toledo
Lurdes Foresti de Almeida Toledo   (Brasil, 6 d'octubre de 1942) és una biòloga ictiòloga, entomòloga, i professora brasilera. doctorada en biologia per la Universitat de São Paulo, l'any 1978; i llicenciada en història natural per la Facultat de Filosofia, Ciències i Lletres de Rio Claro, SP, en 1963, i l'habilitació docent en 1997, en l'Institut de Biociencies de la Universitat de São Paulo. En l'actualitat és professora, en el Departament de Genètica i Biologia Evolutiva, Institut de Biociencies de la Universitat de São Paulo.
Ha treballat extensament en aqüicultura, específicament en els sistemes d'esquers vius, d'EMBRAPA (Empresa Brasileira de Pesquisa Agropecuária), com a investigadora.

## Honors
- 2006 - present: Membre de Genetics and Molecular Biology

Distincions
- 2005:	Esment Honorífic al treball presentat en el 51º Congrés Brasiler de Genètica, Sociedade Brasileira de Genètica
- 2004:	Esment Honorífic al treball presentat a la Sociedade Brasileira de Genètica[4]